# Hulaspis namaquensis
Hulaspis namaquensis är en insektsart som beskrevs av Ben-dov 1973. Hulaspis namaquensis ingår i släktet Hulaspis och familjen pansarsköldlöss. Inga underarter finns listade i Catalogue of Life.